# Peterskirchen
Peterskirchen osztrák község Felső-Ausztria Riedi járásában. 2022 januárjában 660 lakosa volt.

## Elhelyezkedése

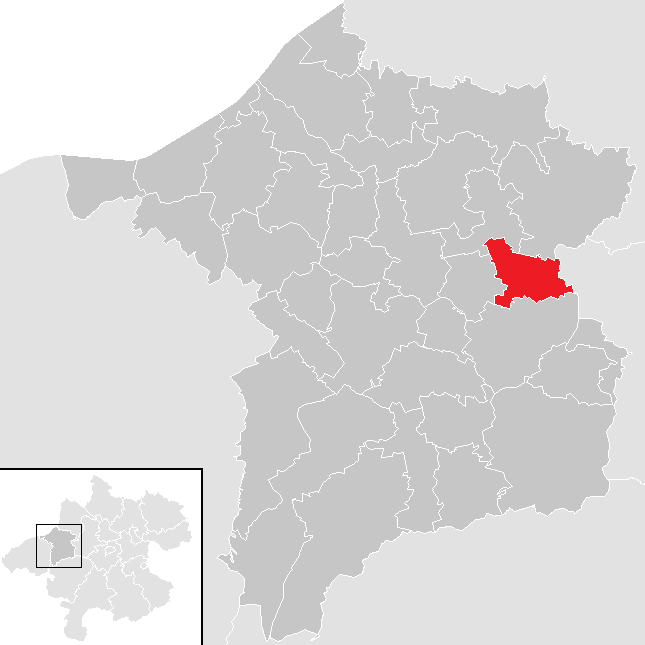
Peterskirchen a Ried im Innkreis-i járásban

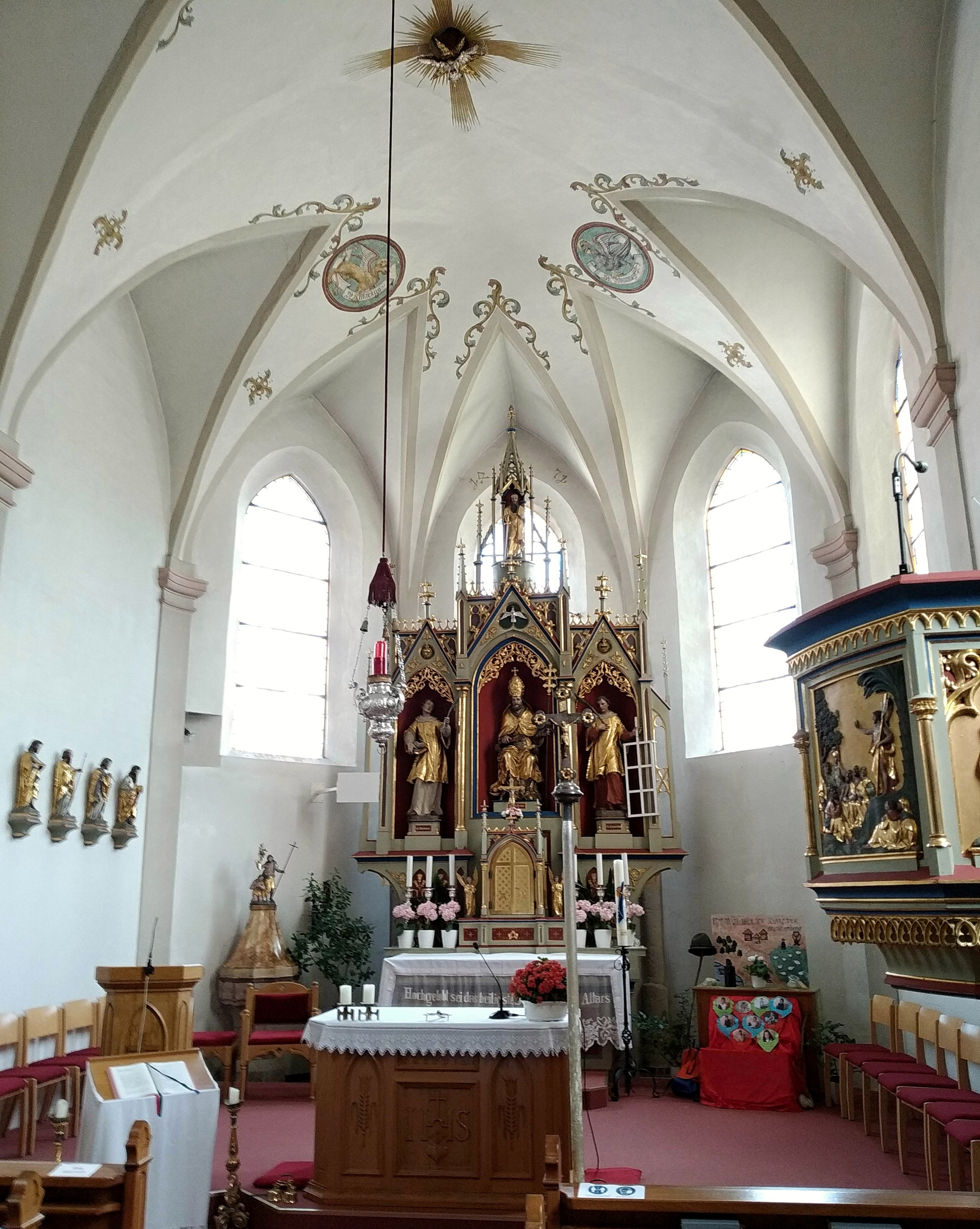
A templom belső tere

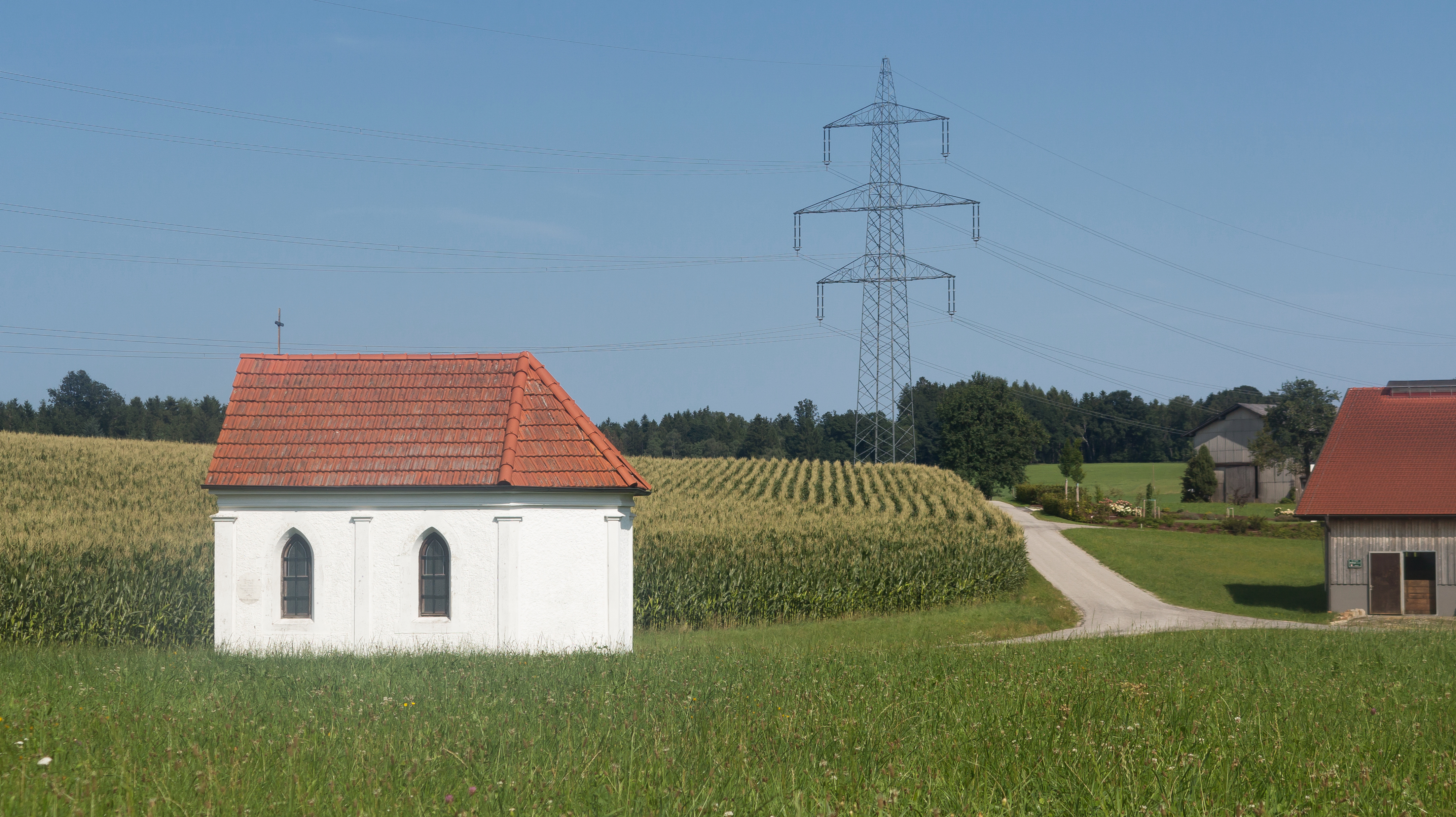
Eschlriedi kápolna

Peterskirchen a tartomány Innviertel régiójában fekszik, az Innvierteli-dombságon, az Osternach folyó mentén. Területének 10,9%-a erdő, 76% áll mezőgazdasági művelés alatt. Az önkormányzat 16 települést és településrészt egyesít: Aggstein (13 lakos 2022-ben), Böcklarn (42), Brenning (20), Dorf (16), Eschlried (9), Furt (13), Hilligan (18), Maierhof (10), Manhartsberg (43), Manhartsgrub (36), Mari (48), Maribach (11), Osternach (48), Peterskirchen (266), Untermauer (31) és Wolketsedt (36).
A környező önkormányzatok: délre Hohenzell, nyugatra Tumeltsham, északnyugatra Andrichsfurt, északra Taiskirchen im Innkreis, keletre Pram.

## Története
Peterskirchen templomát 1470-ben építették, 1512-től plébániatemplomi státuszt visel. A régió 1779-ig Bajorországhoz tartozott; ekkor a bajor örökösödési háborút lezáró tescheni béke Ausztriának ítélte az Innviertelt. A napóleoni háborúk alatt a falu rövid időre visszatért a francia bábállam Bajországhoz, de 1816 után végleg Ausztriáé lett.
1915-1920 között a község elemi iskolájában tanított a neves zeneszerző, Johann Nepomuk David, aki néhány művét itteni tartózkodása alatt írta.
Az 1938-as Anschluss után a települést a Harmadik Birodalom Oberdonaui gaujába sorolták be. A háborút követően Peterskirchen visszatért Felső-Ausztriához.

## Lakosság
A peterskircheni önkormányzat területén 2021 januárjában 660 fő élt. A lakosságszám 1961 óta stagnál. 2019-ben az ittlakók 97,1%-a volt osztrák állampolgár; a külföldiek közül 1,7% a régi (2004 előtti), 0,6% az új EU-tagállamokból érkezett. 2001-ben a lakosok 96,2%-a római katolikusnak, 2,4% pedig felekezeten kívülinek vallotta magát. Ugyanekkor a legnagyobb nemzetiségi csoportot a németek (99,2%) mellett a csehek alkották egy fővel.
A népesség változása:

| 2016 | 680 |
| 2018 | 700 |

## Látnivalók
- a Szt. Péter és Pál-plébániatemplom

## Fordítás
- Ez a szócikk részben vagy egészben  a   Peterskirchen című német Wikipédia-szócikk ezen változatának fordításán alapul.  Az eredeti cikk szerkesztőit annak laptörténete sorolja fel. Ez a jelzés csupán a megfogalmazás eredetét és a szerzői jogokat jelzi, nem szolgál a cikkben szereplő információk forrásmegjelöléseként.